# Bundesstraße 16
Die Bundesstraße 16 (Abkürzung B 16) ist eine deutsche Bundesstraße in Bayern. Sie führt vom Bayerischen Wald in Ostbayern bis Füssen am südwestlichen Rand des Bundeslandes.

## Frühere Straßen und Bezeichnungen
Bis 1949 wurde die heutige Bundesstraße 16 „Reichsstraße 16“ genannt. Diese hatte fast den gleichen Verlauf wie die Bundesstraße 16.

## Verlauf

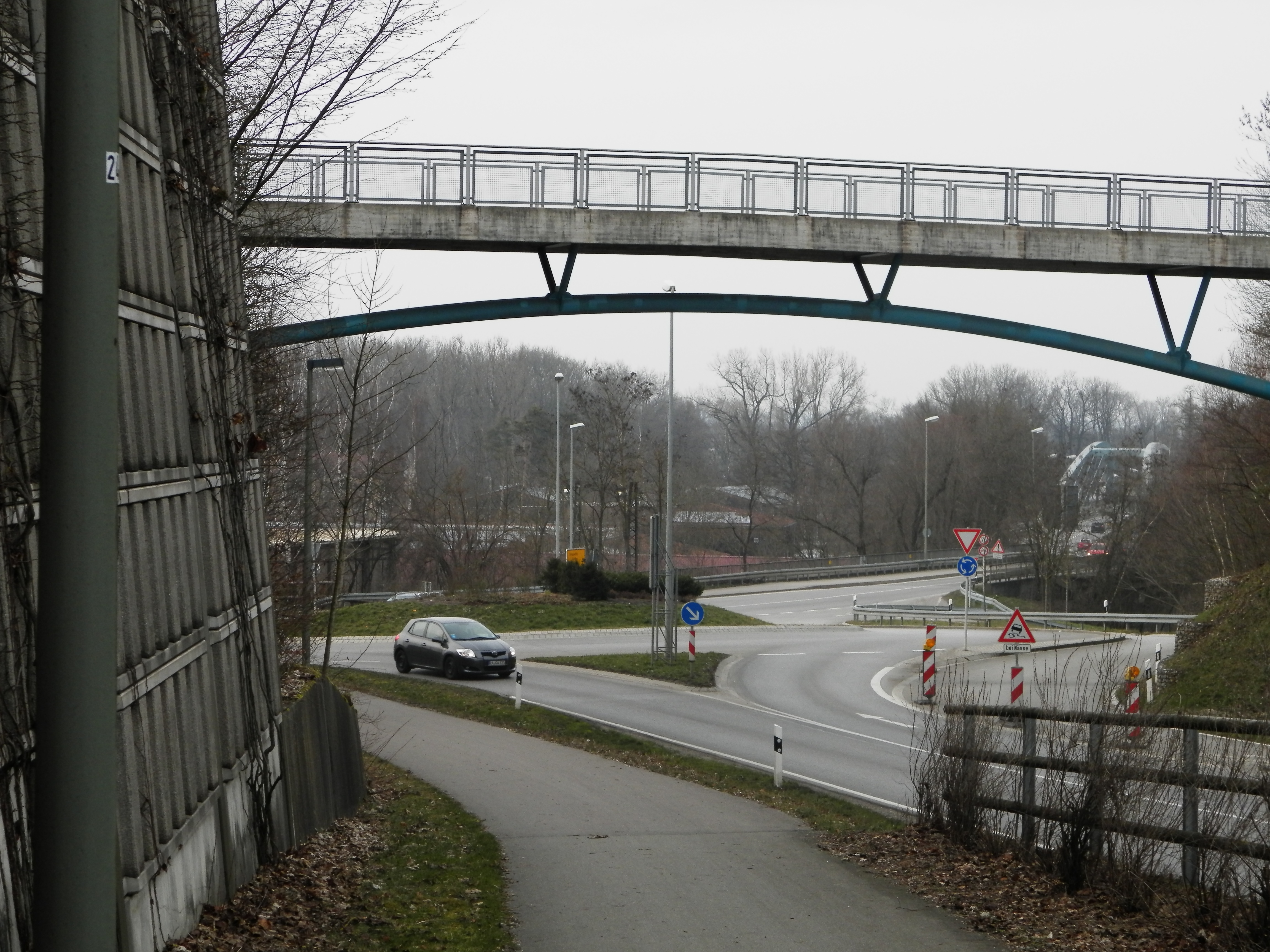
Bundesstraße 16 bei Günzburg. Im Hintergrund ist die Donaubrücke zu sehen.

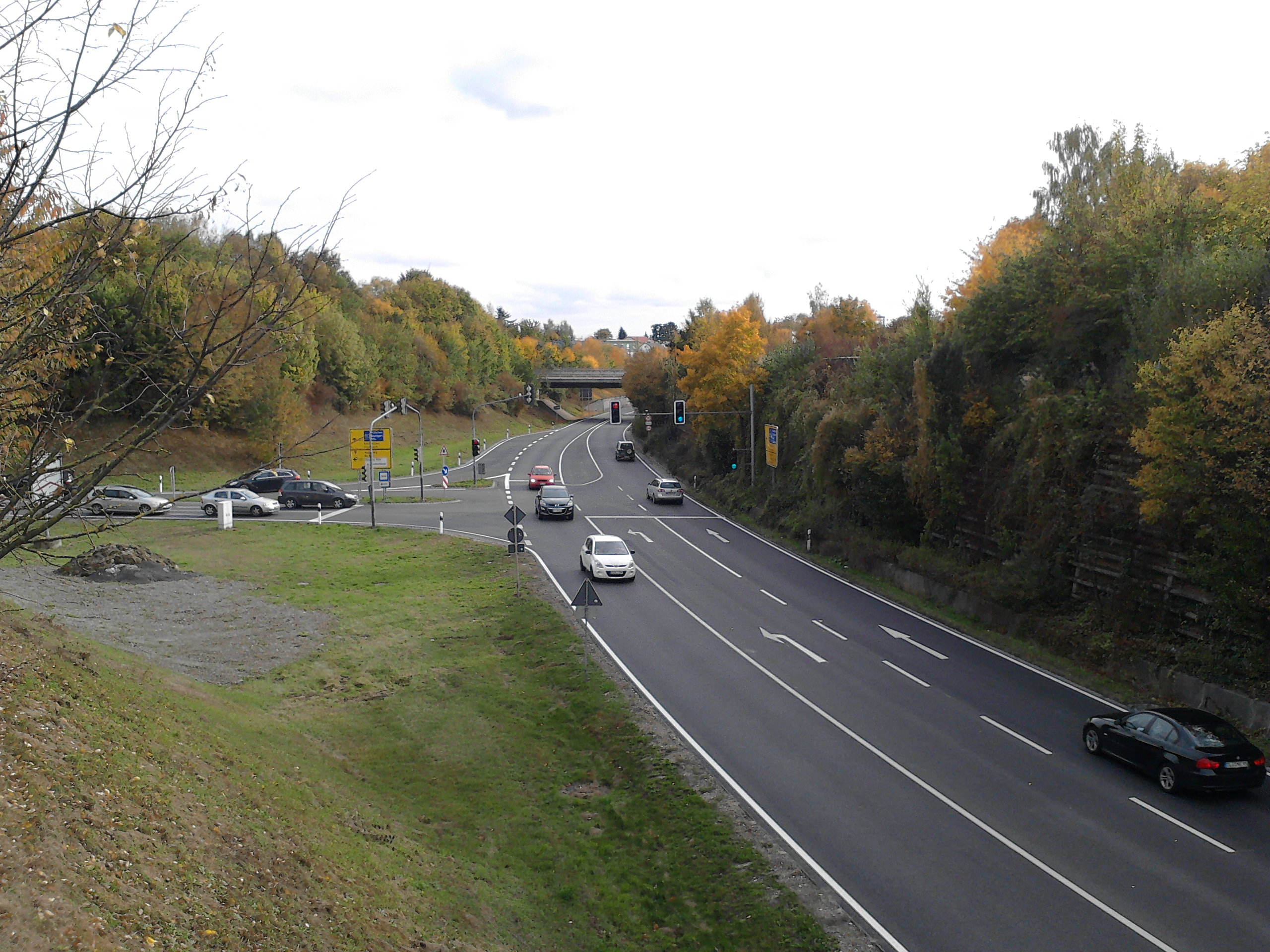
Bundesstraße 16 bei Günzburg. Mit Abzweig nach links zur (nun zur Staatsstraße herabgestuften) Bundesstraße 10 in Richtung Augsburg.

Beginnend als Abzweig von der B 85 beim Rodinger Ortsteil Altenkreith (nahe Cham) verläuft die Straße in südwestlicher Richtung bis Regensburg, wobei sie dort in einen Kreisverkehr (AS Regensburg/Nord der A 93) mündet. Sie ist von Roding bis Regensburg kreuzungsfrei ausgebaut und wurde dort früher als B 16n bezeichnet. Eine Besonderheit ist der ca. 200 m lange Schallschutztunnel Bernhardswald.
Durch Regensburg verläuft sie auf der Trasse der A 93. Von der AS Regensburg/Süd der A 93 führt die B 16 nach Westen. Sie berührt Ingolstadt/Manching, Neuburg an der Donau, Donauwörth, Dillingen und Günzburg. Ab Günzburg über Krumbach, Mindelheim und Kaufbeuren bis Füssen verläuft sie weiter Richtung Süden. Knapp südöstlich von Füssen mündet sie in die B 17. Anfang der 1950er Jahre verlief die B 16 nur zwischen Regensburg und Günzburg. Bei Bad Abbach passiert sie an einer Engstelle des Donauufers das Löwendenkmal, im 18. Jahrhundert errichtet, im Andenken an den dortigen schwierigen Ausbau der Vorgängerstraße.

## Städte an der B16
- Roding – Nittenau – Regensburg – Kelheim – Abensberg – Neustadt an der Donau – Vohburg an der Donau – Ingolstadt – Neuburg a.d.Donau – Rain – Donauwörth – Höchstädt – Dillingen a.d.Donau – Lauingen – Gundelfingen – Günzburg – Ichenhausen – Krumbach (Schwaben) – Mindelheim – Kaufbeuren – Marktoberdorf – Füssen

## B16 (neu)
Das Bundesministerium für Verkehr, Bau und Stadtentwicklung versucht, die B 16 zwischen Regensburg und Günzburg als Fernstraße ohne Ortsdurchfahrt auszubauen. Dafür wurden zahlreiche Umfahrungen neu gebaut, so dass mit Stand 2015 nur noch der Teilabschnitt Höchstädt – Donauwörth mit Ortsdurchfahrten existiert. Derzeit in Planung:
- Ortsumfahrung Höchstädt: Am 21. Dezember 2009 wurde die Entscheidung des Bundesverkehrsministeriums über die zukünftige Trasse bekannt gegeben. Demnach soll die Trasse Nord/Wasserschutzgebiet realisiert werden. Die Vorentwurfsplanung wurde am 28. Februar 2011 vorgestellt. Die Umfahrung hat geplant eine Länge von 7,0 km und soll dreispurig mit wechselnden Überholmöglichkeiten gebaut werden. Der weitere Planungsablauf war 2023 offen.[2]
- Ortsumfahrung Tapfheim und Schwenningen: vorbereitende Planungen
- Ausbau zwischen Gundelfingen und Günzburg: Der dreispurige Ausbau der B16 war 2023 weiterhin offen.[3]
- Ausbau in Oberbayern in den Landkreisen Neuburg-Schrobenhausen und Pfaffenhofen a.d.Ilm: Im aktuellen Bundesverkehrswegeplans 2030 ist ein vierspuriger Ausbau der B 16 zwischen der Kreisstadt Neuburg an der Donau und der A9 bei Manching im Vordringlichen Bedarf einhalten. Die Autobahnanschlussstelle Manching soll leistungsfähig zu einem vierarmigen Kleeblatt umgebaut werden. Die unfallauffällige Einmündung der St2335 in die B 16 östlich Manching soll höhenfrei mit einem Brückenbauwerk umgebaut werden. Im weiteren Verlauf zwischen Manching und der Regierungsbezirksgrenze bei Münchsmünster sind als Lückenschlüsse weitere dreistreifige Ausbauten bei Birkenheide und bei Münchsmünster in Planung.

## Ausbauzustand
Der Ausbauzustand der B 16 gliedert sich wie folgt:
| Abschnitt                             | Streifen                | Trennstreifen | Höhenfreiheit       |
| ------------------------------------- | ----------------------- | ------------- | ------------------- |
| Roding – CHA 23 Walderbach            | 2                       | nein          | nein                |
| CHA 23 Walderbach – Regensburg-Nord   | 2 bzw. 2+1              | nein          | ja                  |
| Regensburg-Süd – Bad Abbach           | 2                       | nein          | ja                  |
| Bad Abbach – Saal an der Donau        | 2                       | nein          | nein                |
| Saal an der Donau – St 2232 Ernsgaden | 2 bzw. 2+1              | nein          | ja                  |
| St 2232 Ernsgaden – Manching          | 2 bzw. 2+1              | nein          | einige Knotenpunkte |
| Manching – St 2035 Neuburg/Donau      | 2 bzw. 2+1 (geplant: 4) | nein          | einige Knotenpunkte |
| St 2035 Neuburg/Donau – Schwangau     | 2                       | nein          | einige Knotenpunkte |